# Vall d'Aran

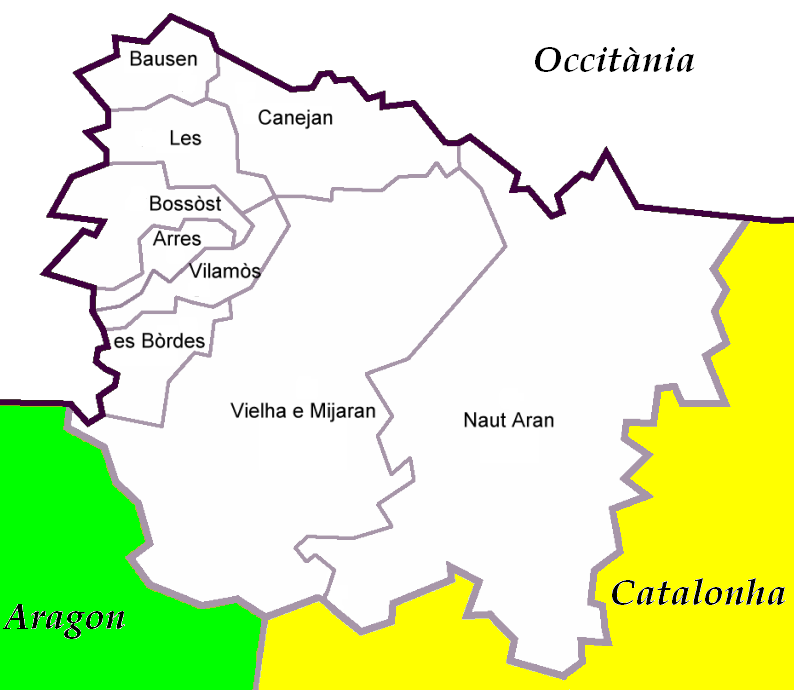
Municipis de la Vall d'Aran

Els sis terçons, que aquí es representen superposats als límits municipals, formen la divisió territorial tradicional de la vall i són també les circumscripcions electorals del Consell General.

La Vall d'Aran o Aran, de vegades anomenada pel seu topònim oficial Val d'Aran (en aranès, que amb l'article seria era Val d'Aran; en altres modalitats de l'occità es diu Vath d'Aran o Vau d'Aran), en aranès, és una vall pirinenca i una comarca (occità: parçan) situada al sud-est de la regió històrica i cultural de Gascunya, a la també regió històrica, encara més gran, d'Occitània. Administrativament és una entitat territorial singular de Catalunya considerada com a realitat nacional occitana. Amb capital a Viella (Vielha en aranès), té un govern autònom, el Consell General d'Aran, en virtut de la Llei 16/1990 sobre el règim especial de la Val d'Aran, actualitzada amb la nova Llei d'Aran del 21 de gener de 2015. Va ser una comarca fins al 2015, any a partir del qual es considera legalment una entitat territorial singular.
La llengua pròpia i oficial és l'occità aranès, que pertany al conjunt de l'gascó oriental. També hi són cooficials el català i el castellà. Celebra la seva festa nacional, la Hèsta d'Aran, el 17 de juny.
Segons la proposta de divisió territorial d'Occitània del diari Jornalet, basada en l'obra de Frederic Zégierman Le Guide des pays de France, aquest territori correspondria amb la subregió de la Val d'Aran, ubicada dins la regió de la Gascunya, que contindria  un únic parçan (comarca occitana) amb el mateix nom: Val d'Aran.

## Origen del topònim
Aran és un mot d'origen preromà que ve del basc (h)aran que significa «vall» i, per tant, és un tautotopònim en significar Vall de la Vall.

## Geografia
Aran és una vall pirinenca que pertany en gran part a la conca fluvial atlàntica. La Garona, que neix a la vall i la travessa, desemboca a aquest oceà després de travessar tota la Gascunya. També té una petita part de conca mediterrània, ja que la Noguera Pallaresa neix al Pla de Beret, a un centenar de metres de la Garona, però inicia el curs en direcció oposada. Així mateix, la part nord de la Vall de Barravés (valls de Molières i Conangles) pertany administrativament també a l'Aran.
Els animals de la Val d'Aran en perill d'extinció, amb programes de reintroducció o de protecció i conservació són:
- os bru (Ursus arctos),
- perdiu blanca (Lagopus mutus)
- cabra catalana
- sargantana aranesa (Lacerta aranica)
- trencalòs (Gypaëtus barbatus)

## Clima
El clima d'Aran és atlàntic. La precipitació mitjana anual és elevada, al voltant dels 900 mm, repartida de forma molt regular durant tot l'any. Al trobar-se en l'àrea pirinenca, les temperatures hivernals són fredes, amb mitjanes de les mínimes per sota dels 0 °C al fons de la vall i més extremes als cims, i els estius suaus, amb mitjanes de 17 °C a la vall i 14 °C a la muntanya. El període lliure de glaçades s'estén entre els mesos estivals: juny, juliol i agost.

## Història
El 1067, la Val d'Aran fou incorporada al Regne d'Aragó, però ni Sanç Garcés II de Pamplona ni els comtes de Ribagorça en pogueren impedir la independència. Fins i tot, el 1167 s'hi establí una comunitat càtara. El 1169, fou cedida als comtes de Marçan i Bigorra i el 1172 als de Comenge, cosa que enfortí els lligams amb la Gascunya. El 1130, Alfons el Bataller va signar el tractat de l'Emparança, pel qual es vinculava la vall a la Corona d'Aragó.
La desfeta a la batalla de Muret i sobretot el Tractat de Corbeil de 1258 va significar el final de la influència catalana a Occitània, només la Vall d'Aran, la Senyoria de Montpeller, la Senyoria d'Omeladès i el vescomtat de Carlat restaren en mans catalanes. Jaume I va voler infeudar el territori a Guillem d'Entença el 1220 contra la voluntat dels aranesos, que fou escoltada i el rei va prometre que no se separarien de la corona.
En el marc de la Croada contra la Corona d'Aragó i amb el pretext de castigar les vexacions dels aranesos contra el comtat de Comenge i liderats per Eustaqui de Beaumarchais, el senescal de Tolosa, ajudat per molts aranesos i en especial per Augèr de Berbedà, senyor de Lés, va envair la Vall d'Aran el 1283 amb un exèrcit que comptava entre 300 i 500 homes.
Pel tractat d'Argelers de 1298, s'acordà que Felip IV de França cediria provisionalment l'administració de la Vall d'Aran a Jaume II de Mallorca, mentre es resolia el conflicte.
El 26 d'abril de 1313 d'acord amb el Tractat de Poissy, Sanç I de Mallorca restitueix aquest territori al rei Jaume el Just d'Aragó. El rei establí el 22 de juliol del 1313 la Querimònia (Costums i Privilegis de la Vall d'Aran) o Privilegi de Jaume el Just, modificant-se el sistema d'administratiu de la universitas al Conselh Generau d'Aran. El privilegi fou reafirmat el 1325 per Alfons III. Ja havia estat concedit el primer privilegi a Lleida el 4 de juliol del 1306. I endemés, el 26 de juny del 1352, es confirmaria el dret de successió i matrimonial, el contracte legal de guanyadors i la mitja guadanyeria.
El 1389, la Vall fou cedida als comtes de Montsó; el 1411 el Parlament català acceptà l'oferiment del síndic de pactar la unió d'Aran al Principat. I durant el període 1430-1512 pertanyé a França. Tots ells respectaren els furs aranesos. Per l'Acta de Blois del 18 de desembre de 1512 tornà definitivament a la Corona d'Aragó encara que fou envaïda temporalment el 1597 pels hugonots, comandats pel comte de Saint-Girons.
El 1595, les constitucions catalanes hi foren declarades com a dret supletori (cosa que fou refermada per Ferran VI d'Espanya el 1755), mentre que el 1605 Felip III d'Espanya augmentà els privilegis.
Arran dels successos esdevinguts el 7 de juny de 1640 a Barcelona, origen de la guerra dels Segadors, i de la decisió del Principat de Catalunya d'acceptar la sobirania de Lluís XIII de França, el governador de la Vall, Lluís de Toralla, desobeí l'ordre rebuda de la Generalitat de Catalunya el març del 1643 d'acceptar l'obediència del rei francès. Els Toralla eren emparentats amb els Montgai de Lleida. Un d'ells, J. Baptista de Montgai i de Toralla, paer en cap i gran partidari de Felip IV de Castella, era el cap visible de l'oposició al partit afrancesat de la ciutat. El capità Toralla, el 2 d'abril de 1643, lliurà Castell-lleó i altres llocs a un exèrcit de Felip IV comandat per Martí Desllor, fet que va provocar l'entrada d'un exèrcit compost d'unitats catalanes i franceses a les ordres de Josep de Margarit, governador general de Catalunya. Aquest assetjà Viella, on s'havien atrinxerat les tropes castellanes compostes de 100 dragons valons i italians, 200 aragonesos i 100 miquelets aranesos. La vila fou ocupada i incendiada. El governador Toralla fugí pel port de Benasc, perseguit per partides gascones que havien vingut de França entre tempestes de neu. Margarit posà setge a Castell-lleó, on s'havien mantingut fortes unes companyies de soldats castellans i aragonesos. Aquestes capitularen al cap de sis dies i foren acompanyades per les tropes catalanes fins a la ratlla d'Aragó. Aquest fet s'esdevingué el 20 d'abril de 1643.
En esclatar la guerra de Successió espanyola, la Vall d'Aran prengué partit per l'arxiduc Carles d'Àustria. Entre els aranesos combatents, partidaris de Carles III, es destacaren en la lluita contra l'exèrcit castellà o borbònic els capitans Josep Portolà, Francesc Puig del Poal, Josep Puig i Jaume Móra, tant en la defensa de Castell-lleó com en l'acció contra l'intent francès d'entrar a la Vall l'any 1707. Es distingiren també en l'heroic setge de Benasc, assetjat per les tropes franco-castellanes, a les quals ocasionaren un gran revés, fent-los més de 1.400 baixes. Fins al 1711 els aranesos lluitaren al port de la Picada, amb avantatge, i al portilló de Bossost, contra les forces del general Rossel. Aquest mateix any fou ocupada la Vall pel marquès d'Arpajon, el qual s'apoderà de Castell-lleó i es llançà contra Salardú. Els seus veïns hagueren de recobrar llurs vides i heretats a preu de rescat. Els vasos sagrats de l'església foren duts a Castell-lleó, i no foren retornats fins a haver cobrat el marquès la darrera part del rescat convingut. A més, exigí una contribució extraordinària de 20 000 doblons a les comunitats municipals araneses, que augmentà encara més el seu successor Duvil, tinent de Felip V.
En 1717, durant la Guerra de la Quàdruple Aliança, fou ocupada per les tropes franceses del marquès de Bonàs per ordre de James Fitz-James Stuart, sent restituïda pel tractat de Madrid de 1721.
El 1805 la Vall d'Aran fou posada sota la jurisdicció religiosa del bisbat d'Urgell en substitució del de Comenge, la qual cosa, paradoxalment, la salvà de la política de supressió lingüística que patiren els occitans en territori francès. Fou ocupada temporalment pels francesos entre el 1808 i el 1815, i incorporada al departament de l'Alta Garona el 1812. L'aranès Felip Aner d'Esteve (1781-1812) fou membre de la Junta de Govern de la Vall d'Aran, constituïda pel partit antinapoleònic el 1808 i fou representant aranès a la Junta de Catalunya i fins i tot diputat a les Corts de Cadis. La nova constitució liberal, però, proposava l'abolició dels furs territorials, i per aquest motiu foren derogats el 1824. I pel que feia als privilegis, després de la Compilació Foral Catalana del 1960 només restaven el dret de torneria i el pacte de convinença o mija gudanheria.
El 2 de setembre del 1827 es va reunir per darrer cop el Conselh Generau dera Val d'Aran, encara que no fou suprimit per Reial Ordre fins al 1834. El personatge més destacat en la cultura aranesa de finals del segle xix fou el capellà i escriptor Josèp Condò Sambeat.
La invasió del 1944 fou un intent del Partit Comunista d'Espanya, un cop acabada la Guerra Civil espanyola d'establir un govern espanyol de la Union Nacional Española (UNE) a la Vall d'Aran mitjançant un atac dels maquis espanyols que estaven col·laborant amb la resistència francesa, i aprofitant que els feixistes estaven en retirada a tot Europa per la pressió dels Aliats durant la Segona Guerra Mundial, i anomenat en clau Operació Reconquesta d'Espanya.
Després de la fi del règim franquista, per primer cop, el 1978 es reuní a Vielha l'Associació de Veïns Es Tersús, i amb Felip Solé i Sabarís presentaren esmenes a l'Estatut de Sau, recollides a la Disposició Addicional Primera del Projecte d'Estatut d'Autonomia de Catalunya.
El 26 de juliol del 1979 es reuniren a Santa Maria de Cap d'Aran (Tredòs) tots els alcaldes, regidors i personalitats araneses, i crearen la Comissió Pro Restauració de les Institucions Històriques de la Vall d'Aran, amb els següents objectius:
- Identificar plenament les institucions antigues, llur funcionament, potestats i forma d'elecció.
- Estudiar llur adequació possible a la realitat actual, i proposar-ho a l'Assemblea de Parlamentaris.

D'aquesta manera, el 2 de setembre es constituí el Conselh Generau Provisionau dera Val d'Aran, no reconegut oficialment, però el 1982 es crearia una Comissió de Normalització Lingüística de l'Aranès, formada per Pèire Bec, Jaume Taupiac i Miquel Grosclaude, qui establiren unes normes lingüístiques oficialitzades el 1983, i que seguien les indicacions donades per l'IEO respecte a l'gascó. Així, des del curs 1984-1985 s'ensenyaria l'aranès de manera regular a l'escola, alhora que el 1985 es crearia un Centre de Normalització Lingüística per difondre'n l'ús a tots els nivells possibles.
Després de diverses picabaralles polítiques entre partidaris de mantenir-se dins Catalunya amb estatut especial, com Josep Calbetó Giménez (aleshores vinculat a Convergència i Unió), i partidaris de formar una comunitat autònoma a part (agrupats dins el Partit Nacionalista Aranès), el 26 de maig del 1991 fou escollit per primer cop el Consell General d'Aran, format per 13 consellers. El resultat fou:
- Coalició Aranesa-Convergència i Unió (CA-CiU) obté 1.947 vots (37,8%) i 7 consellers.
- Unitat d'Aran-Partit Nacionalista Aranès (UA-PNA) obté 1.514 vots (29,4%) i 6 consellers.
- Partido Popular (PP) obté 203 vots (3,9%) i cap conseller.
- Independents de Lairissa obté 58 vots (1,2%) i cap conseller.

D'aquesta manera, fou nomenat per primer cop el Síndic d'Aran, en la persona de Pilar Busquets (CA-CiU), contra l'altre candidat, Emili Medan (UA-PNA). La participació fou del 60,7% sobre 5.142 votants.

## Economia
Tradicionalment, l’economia de la vall ha estat basada en l'aprofitament dels boscos, cultius i ramaderia, així com petites indústries derivades (moles, fàbriques de llana). Entre finals del segle XIX i principis del XX es van iniciar una sèrie d’explotacions mineres (mines Victòria, mines del Pla de Tor, mines de Liat) i que es van mantenir fins a mitjans de la dècada de 1950. A començament de segle s'establiren diferents centrals hidroelèctriques, normalment per iniciativa local, totes de dimensions reduïdes. El 1929 es va posar en marca la primera central hidroelèctrica amb vistes a exportar l’energia produïda, la de Cledes, a la que van seguir un reguitzell d’altres centrals, totes construïdes per la Sociedad Productora de Fuerzas Motrices, fins a mitjans de la dècada de 1960:  l'ordre de finalització de les centrals fou central de Vielha el 1947, Central de Benós el 1952, Central d'Arties el 1955, Bossòst el 1956, el salt del Joeu el 1958 que formava part de la ventral de Benòs, Pont de Rei el 1960, Sant Joan de Toran el 1963 i finalment Aiguamoix, que formava part de la central d'Arties, el 1965.. A partir d’aquestes dates, el turisme, tant d’hivern com d’estiu, van anar agafant importància, especialment a partir de la inauguració de l'estació d'esquí de Baqueira-Beret.

## Demografia
| Municipi         | Habitants (2023) |
| ---------------- | ---------------- |
| Arres            | 71               |
| Bausen           | 70               |
| Bòrdes, es       | 280              |
| Bossòst          | 1.138            |
| Canejan          | 96               |
| Les              | 1.008            |
| Naut Aran        | 1.920            |
| Vielha e Mijaran | 5.740            |
| Vilamòs          | 173              |
| Font: Idescat    |                  |

La població de l'Aran el 2023 era de 10.495 habitants.
| 1497 f | 1515 f | 1553 f | 1717 | 1787  | 1857  | 1877  | 1887  | 1900  | 1910  |
| ------ | ------ | ------ | ---- | ----- | ----- | ----- | ----- | ----- | ----- |
| -      | -      | 598    | -    | 5.637 | 9.908 | 7.957 | 7.410 | 6.389 | 6.650 |

| 1920  | 1930  | 1940  | 1950  | 1960  | 1970  | 1981  | 1990  | 1992  | 1994  |
| ----- | ----- | ----- | ----- | ----- | ----- | ----- | ----- | ----- | ----- |
| 6.608 | 6.182 | 4.681 | 6.555 | 6.525 | 5.055 | 5.923 | 6.531 | 6.553 | 6.553 |

| 1996  | 1998  | 2000  | 2002  | 2004  | 2006  | 2008   | 2010   | 2012   | 2014  |
| ----- | ----- | ----- | ----- | ----- | ----- | ------ | ------ | ------ | ----- |
| 7.130 | 7.425 | 7.779 | 8.087 | 8.832 | 9.554 | 10.194 | 10.206 | 10.056 | 9.993 |

| 2016  | 2018  | 2020   | 2022 | 2024   | 2026 | 2028 | 2030 | 2032 | 2034 |
| ----- | ----- | ------ | ---- | ------ | ---- | ---- | ---- | ---- | ---- |
| 9.930 | 9.983 | 10.175 | -    | 10.565 | -    | -    | -    | -    | -    |

| Municipi         | Habitants (2019) |
| ---------------- | ---------------- |
| Arres            | 65               |
| Bausen           | 58               |
| Bòrdes, es       | 259              |
| Bossòst          | 1.109            |
| Canejan          | 107              |
| Les              | 946              |
| Naut Aran        | 1.803            |
| Vielha e Mijaran | 5.559            |
| Vilamòs          | 187              |
| Font: Idescat    |                  |

## Política i govern

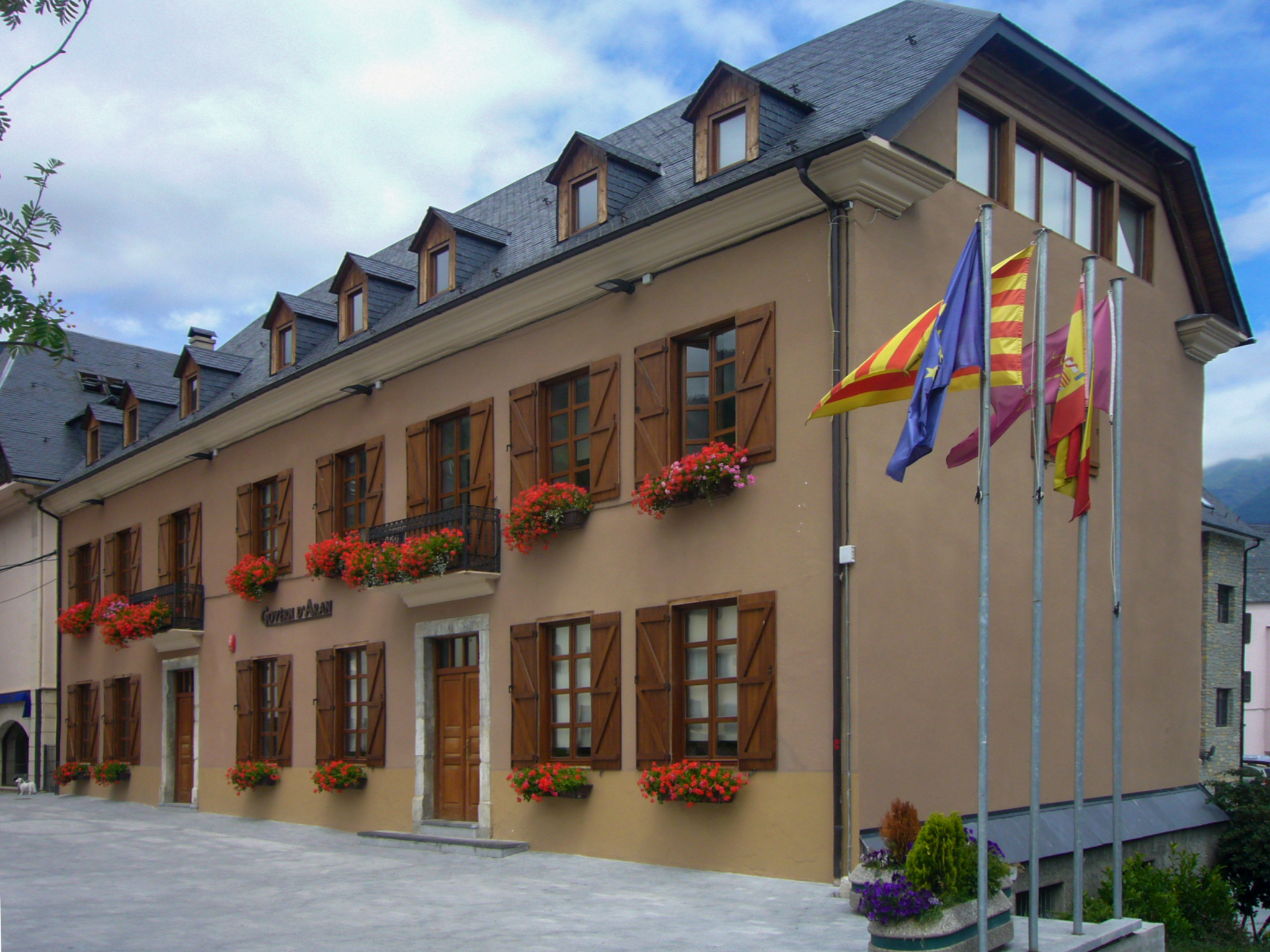
La Casa deth Senhor d'Arròs, seu del Conselh Generau d'Aran

### Organització territorial
Els terçons són la divisió pròpia de la Vall, vigents des de la Querimònia, el 1313, fins a l'abolició el 1834 amb la nova divisió provincial. S'ha mantingut tradicionalment com a element identitari i es va restaurar el 1990 com a circumscripció electoral per al Conselh Generau d'Aran (Consell General d'Aran).
Inicialment eren tres demarcacions: Garòs, Viella i Bossòst, que corresponien a les tres àrees geogràfiques de la vall: Naut Aran, Mijaran i Baish Aran. Al segle xvi cada terçó es va subdividir en dos sesterçons que es van continuar anomenant habitualment també com a terçons: De Garòs: Arties (avui Arties e Garòs) i Pujòlo, de Viella: Marcatosa i Viella o Castièro, i de Bossòst: Irissa (o Lairissa) i Quate Lòcs (o Quatrellocs).
La Querimònia, atorgada per Jaume el Just el 1313, establia el Conselh Generau d'Aran com a òrgan de govern propi format per representants de cada terçó. Els Decrets de Nova Planta no van suprimir els furs de la Vall d'Aran, però es va disminuir significativament l'autonomia de govern. Amb la divisió provincial del 1833 el territori es va integrar en la província de Lleida, amb la subsegüent supressió del Consell General i la substitució dels terçons per municipis.
Encara que es van quedar sense una funció administrativa, els terçons es van continuar mantenint de forma tradicional entre els habitants de la vall com a referent identitari i amb valor simbòlic. El 1977, després de la caiguda del règim franquista, es va constituir una associació popular amb el nom d'Es Terçons per defensar els interessos aranesos en l'Estatut d'Autonomia de Catalunya de 1979.
La Llei 16/1990 sobre el règim especial de la Vall d'Aran va restituir l'estructura administrativa tradicional, que se superposava a l'estructura municipal. En les eleccions municipals cada terçó elegeix, a més, els consellers. Amb un total de 13, cada terçó té assignat un nombre de consellers segons el nombre d'habitants.

#### Informe Roca
El Parlament de Catalunya va encarregar la revisió del mapa territorial a una comissió d'experts presidida per Miquel Roca amb la presència de quatre geògrafs. El gener del 2001 es va presentar l'Informe sobre la revisió del model d'organització territorial de Catalunya, conegut com a l'Informe Roca. Aquest informe proposa diversos canvis per a la Val d'Aran, que se situa dins de la vegueria de Ponent:
- Agregacions municipals per no arribar als 250 habitants:
  - Agregacions d'Arres i Vilamòs a Es Bòrdes, i canvi de nom del municipi resultant per Lairissa.
  - Agregacions de Bausen i Canejan a Les, i canvi de nom del municipi resultant per Baish Aran.

## Himne
Montanhes araneses és l'himne oficial de la Vall d'Aran, es tracta de la versió aranesa de la cançó popular occitana Se canta, una cançó que ha esdevingut un himne de fet de tota l'Occitània. Va ser reconeguda com a himne oficial el 1993 i el 15 de desembre de 2008 va ser oficialitzada pel Conselh Generau d'Aran com a himne de la vall.
| Versió aranesa                                                                          | Traducció                                                                                  |
| --------------------------------------------------------------------------------------- | ------------------------------------------------------------------------------------------ |
| Aqueres montanhes que tant nautes son, m'empèishen de véder mèns amors an o son.        | Aquelles muntanyes que tan altes són, No em deixen veure mes amors on són.                 |
| Nautes, se son nautes, ja s'abaisharàn es mies amoretes que s'aproparàn.                | Altes, si son altes, ja s'abaixaran les meves amoretes que s'aproparan.                    |
| Montanhes araneses a on es pastors es hònts regalades tròben, e jordons.                | Muntanyes araneses a on els pastors fonts regalades troben, i gerdons.                     |
| Se cantes, perqué cantes? Cantes pas per jo, cantes per ma hilha que non ei près de jo. | Si cantes per què cantes? No cantes pas per jo, cantes per ma filla, que no és prop de jo. |
| Montanhes coronades tot er an de nhèu, tan nautes e bères que vos pune eth cèu.         | Muntanyes coronades Tot l'any de neu, tan altes i belles, que us enveja el cel.            |
| Montanhes araneses pientades de rius, de totes grandeses vos adorne Diu.                | Muntanyes araneses pentinades de rius, de totes grandeses us adorna Déu.                   |
| Nòsti amors veiguéretz com rosèr florir, volem com es pares, guardant-vos morir.        | Les nostres amors veieres com roser florir, volem, com els pares, esguardant-vos, morir.   |

## Museus i centres de patrimoni
- La Mina Victòria d'Arres de Sus
- Església de Santa Maria d'Arties
- Església de Sant Joan a Arties
- Eth Corrau, museu particular a Bagergue
- PyrenMuseu[28] a Salardú
- Era Mòla a Salardú
- Fabrica dera Lan a Vielha
- Musèu dera Val d'Aran, Tor deth generau Martinhon a Vielha
- Ecomusèu çò de Joanchiquet a Vilamòs[29]
- Cementiri civil de Teresa a Bausen

## Fill predilecte de la Vall d'Aran
- Juli Soler i Santaló (1865-1914): excursionista, conegut per la seva guia La Val d'Aran (1906)[30]